# Charles Hoffbauer
Pour l’article homonyme, voir Hoffbauer.
Charles Constantin Joseph Hoffbauer  né à Paris 6e le 28 juin 1875 et mort à Boston en 1957 est un peintre français naturalisé américain. Peintre prolifique, il est connu pour ses peintures murales et ses tableaux historiques, ainsi que ses scènes de rue impressionnistes de la ville de New York.

## Biographie
Fils de Theodor Josef Hubert Hoffbauer, architecte, et de Marie Clémence Geneviève Belloc, d'origine alsacienne, Charles Constantin Joseph Hoffbauer naît le 28 juin 1873 à  Paris 6e au domicile de ses parents 72 rue d'Assas.
À l'âge de dix-sept ans, il s'inscrit à l'École nationale des Beaux-Arts où il compte parmi ses pairs Henri Matisse, Georges Rouault, Albert Marquet et Raoul du Gardier. Les études d'Hoffbauer sont interrompues lorsqu'il est appelé pour le service militaire en novembre 1896, au 5e régiment d'infanterie (Henri Evenepoel le représente en habit militaire en 1897 dans un tableau conservé au musée de Saint-Nicolas (Flandre-Orientale))  et, après avoir passé dix-huit mois à Falaise, en Normandie, il revient à Paris pour reprendre la peinture. Il a pour maître Fernand Cormon, François Flameng et Gustave Moreau. En 1898, l'œuvre Les Gueux présentée au Salon de Paris lui vaut une mention honorable et, l'année suivante, il devient le plus jeune artiste à obtenir une médaille d'or. Puis en 1900, il reçoit une médaille de bronze à l'Exposition Universelle. En 1904, au Salon de Paris, il présente Coin de Bataille qui ne reçoit pas de récompense officielle, mais des commentaires favorables. L'œuvre fut acquise par le musée du Luxembourg.
Hoffbauer est à nouveau récompensé en 1902 lorsque  son tableau Révolte des Flamands (acquise par le Memorial Hall de Philadelphie) lui permet de remporter le prix Rosa-Bonheur qui comporte une bourse de voyage, que l'artiste utilise pour financer un voyage d'été en Italie en 1903. Les dessins réalisés par Hoffbauer lors de cette visite inspirent Triomphe d'un Condottiere, une œuvre qui reçoit le prix du Salon de Paris en 1906. L'artiste continue à voyager au cours des années suivantes, produisant des œuvres lors de ses visites à Milan, Rome, Le Caire, Assouan, Athènes et Venise. Cependant, New York qu'Hoffbauer n'avait vu qu'au travers de photographies capte et fascine l'artiste. Les images de la ligne d'horizon de Manhattan   lui servent d'inspiration tout au long de 1904 ; il produit plusieurs études et peintures mettant en scène les gratte-ciel et la vie de New York, et ce, sans jamais avoir mis les pieds sur le sol américain. Ces paysages urbains vibrants séduisent le public tant américain qu'européen. 
Hoffbauer effectue son premier voyage transatlantique vers les  États-Unis en 1909. Il est introduit dans le milieu artistique new yorkais par l'illustrateur Charles Dana Gibson, et un an après son arrivée, Hoffbauer rencontre et se lie d'amitié avec Roland Knoedler des Knoedler Galleries, qui devient le principal représentant de l'artiste aux États-Unis. Deux expositions personnelles sont organisées dans les galeries Knoedler en 1911 et 1912.
La carrière artistique de Hoffbauer connait plusieurs moments forts en 1912 : outre le succès de son exposition personnelle aux Galeries Knoedler, l'artiste choisit de reprendre le Triomphe d'un Condottiere, œuvre qui lui avait valu le Prix du Salon six ans plus tôt. L'œuvre retravaillée rencontre un grand succès lorsqu'elle est exposée cette année-là à l'Architectural League de New York, et Hoffbauer reçoit une commande pour les peintures murales du Confederate Memorial Institute de Richmond, en Virginie,. 
En 1914, ce travail sur les peintures murales de Richmond est interrompu par la Première Guerre mondiale ; l'artiste se porte volontaire pour son pays et passe les quatre années suivantes à servir sur le front de la Somme et à travailler comme peintre de guerre officiel en étant tour à tour affecté aux 20e et 22e régiments territoriaux d'infanterie, au 43e et 8e régiments d'infanterie. Nommé caporal puis sergent fin 1915, il passe au 13e régiment d'artillerie puis au 1er régiment du génie. 

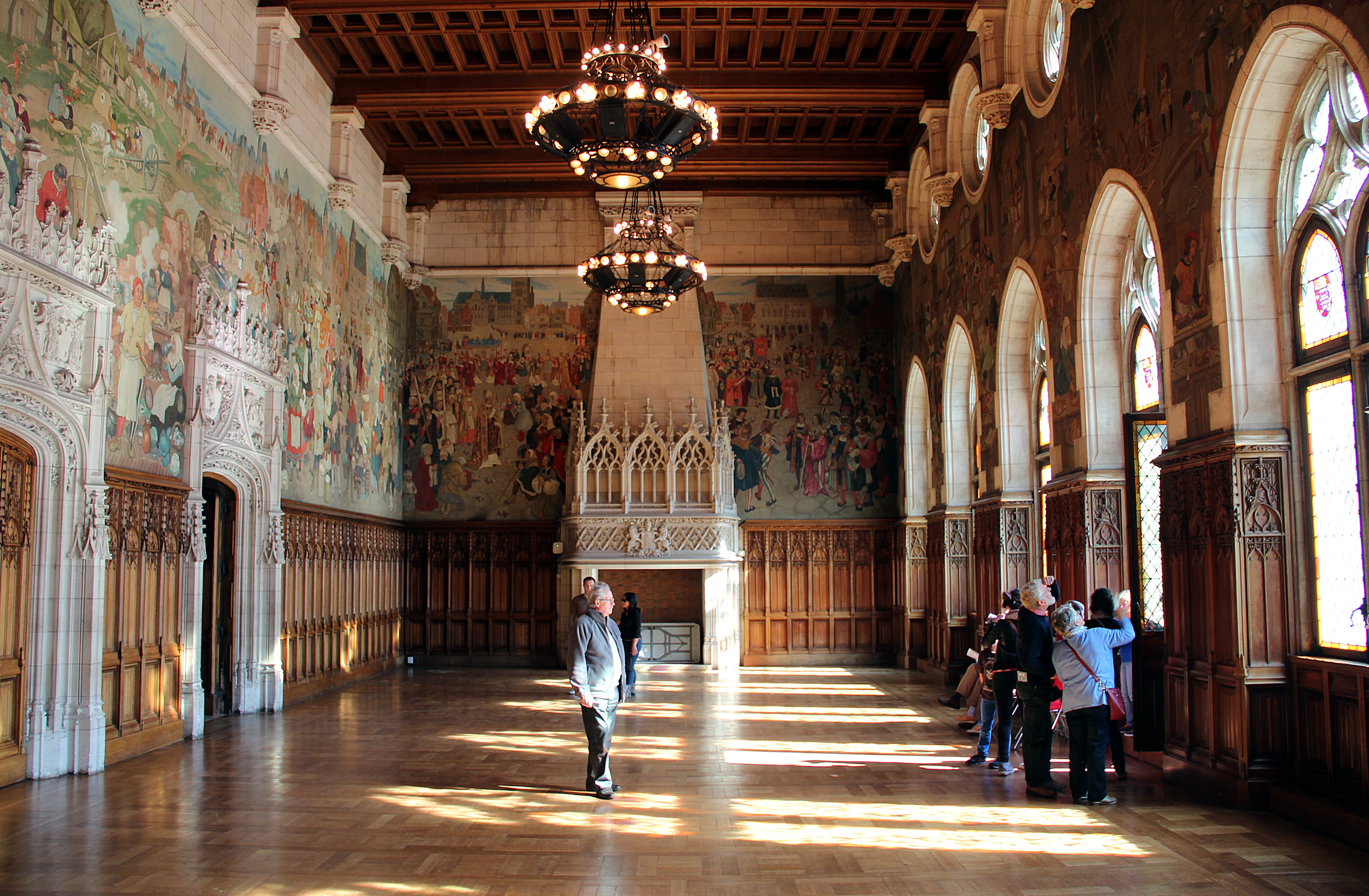
Grande fresque sur toile marouflée réalisée en 1932 par Charles Hoffbauer pour orner les murs restaurés de la salle des fêtes de l’hôtel de ville d'Arras.

Il retourne aux États-Unis en 1919, reprend et termine les peintures murales de Richmondun an plus tard. Le succès des représentations d'Hoffbauer est tel qu'il reçoit la médaille de service distingué de la ville de Richmond en 1925. Hoffbauer a continué à produire des œuvres et à exposer tout au long des années 1920. Il accepte une commande de peinture murale pour le Capitole de Jefferson City (Missouri) en 1921et expose également des œuvres au Salon de Paris et à l'Art Institute of Chicago. En 1923, l'hôtel des Invalides lui commande des décors pour la salle d'honneur, pour lesquels il recevra le prix de l'Institut de France en 1924. 
En 1935, la carrière d'Hoffbauer aborde un tournant ; après avoir vu un film de Walt Disney, il est inspiré par le cinéma d'animation ; considérant que les États-Unis offrent le plus grand potentiel dans ce domaine, Hoffbauer décide en 1936 de s'installer à New York. L'artiste pensait qu'il y avait un vide dans le domaine de l'animation cinématographique qu'il pouvait combler en dramatisant des événements historiques. Cette idée présentée à Walt Disney en 1938, est cependant rejetée, mais Disney encourage Hoffbauer à s'installer en Californie et à travailler pour lui. Hoffbauer accepte l'offre de Disney et s'installe à Hollywood en 1939. Deux ans plus tard, le 26 décembre 1941, l'artiste est naturalisé américain à Los Angeles. Il travaillera également comme consultant pour Les Studios Paramount, notamment pour le remake de Monsieur Beaucaire.  En 1937, il est élu membre du jury pour l'Exposition universelle de 1937 qui se tient à Paris. En 1951, à la demande de l'université de Californie, Hoffbauer donne une conférence en français basée sur le livre de son père Paris à travers les âges. 
Hoffbauer continue son travail de muraliste et de peintre dans les années 1940 et au début des années 1950 : il s'est vu offrir des commandes de peintures murales pour un hôpital à Pasadena, pour le comité des citoyens pour l'armée et la marine et la New England Mutual Life Insurance Company de Boston, pour le planétarium du Musée de la Science de Boston. Il a également participé à des expositions au musée d'Art du comté de Los Angeles, au California Palace of the Legion of Honor et à l'université Stanford.
Hoffbauer quitte la Californie en 1953, année au cours de laquelle, il est élu membre correspondant de l'Institut de France, et s'installe à Rockport, dans le Massachusetts, où il réside jusqu'à sa mort en 1957.
Ses archives sont conservés au Smithsonian.

## Conservation

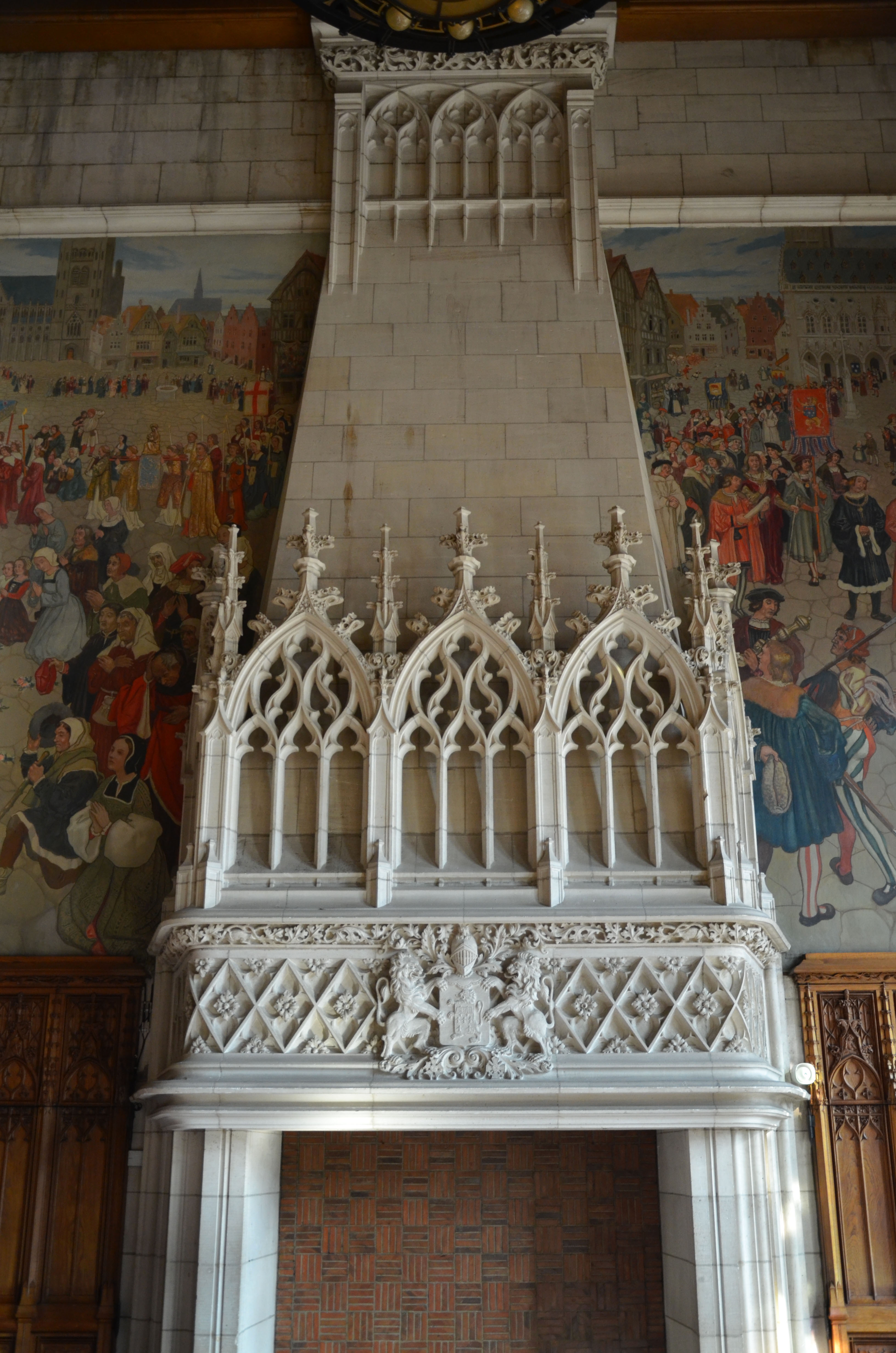
Cheminée et une partie de la fresque de l'hôtel de ville et beffroi d'Arras, terminée en 1932 par Hoffbauer.

- Galerie d'art de Nouvelle-Galles du Sud (Australie)[17].
- Hôtel de ville d'Arras/Beffroi d'Arras : un décor (huile sur toile marouflée d'une cinquantaine de mètres de long, 1932) ornant la salle des fêtes (salle Foch). Cette toile retrace des scènes de la vie des Arrageois au XVIe siècle à la manière de Bruegel[18].
- Château d'Artigny, une fresque en trompe-l'œil au plafond d'une coupole pour le parfumeur François Coty[19].
- Confederate Memorial Institute, Richmond, VA[20].
- Capitole de Jefferson City[21].
- Musée du Luxembourg, Paris.
- Musée des Beaux-Arts de Rouen[22].
- Musée des Beaux-Arts de Roubaix, Sur la plage[23].
- Musée de l'Hôtel des Invalides[24].
- National Gallery of Art[25].
- Musée d’Orsay[26].
- Smithsonian American Art Museum, Washington.
- Musée de l’Hermitage[27].